# 艾吾鼎
艾吾鼎（？—1644年），字用和，湖廣漢陽府漢陽縣人，明朝政治人物，賜特用進士出身。
崇禎十三年中殿試乙榜舉人，十五年賜特用，歷官興文知縣、十六年兼署宜賓知縣。十七年張獻忠入川，攻陷興文，不屈殉職，闔府遇難。清乾隆四十一年追賜烈愍。